# 诺伊施塔特—维桑堡铁路

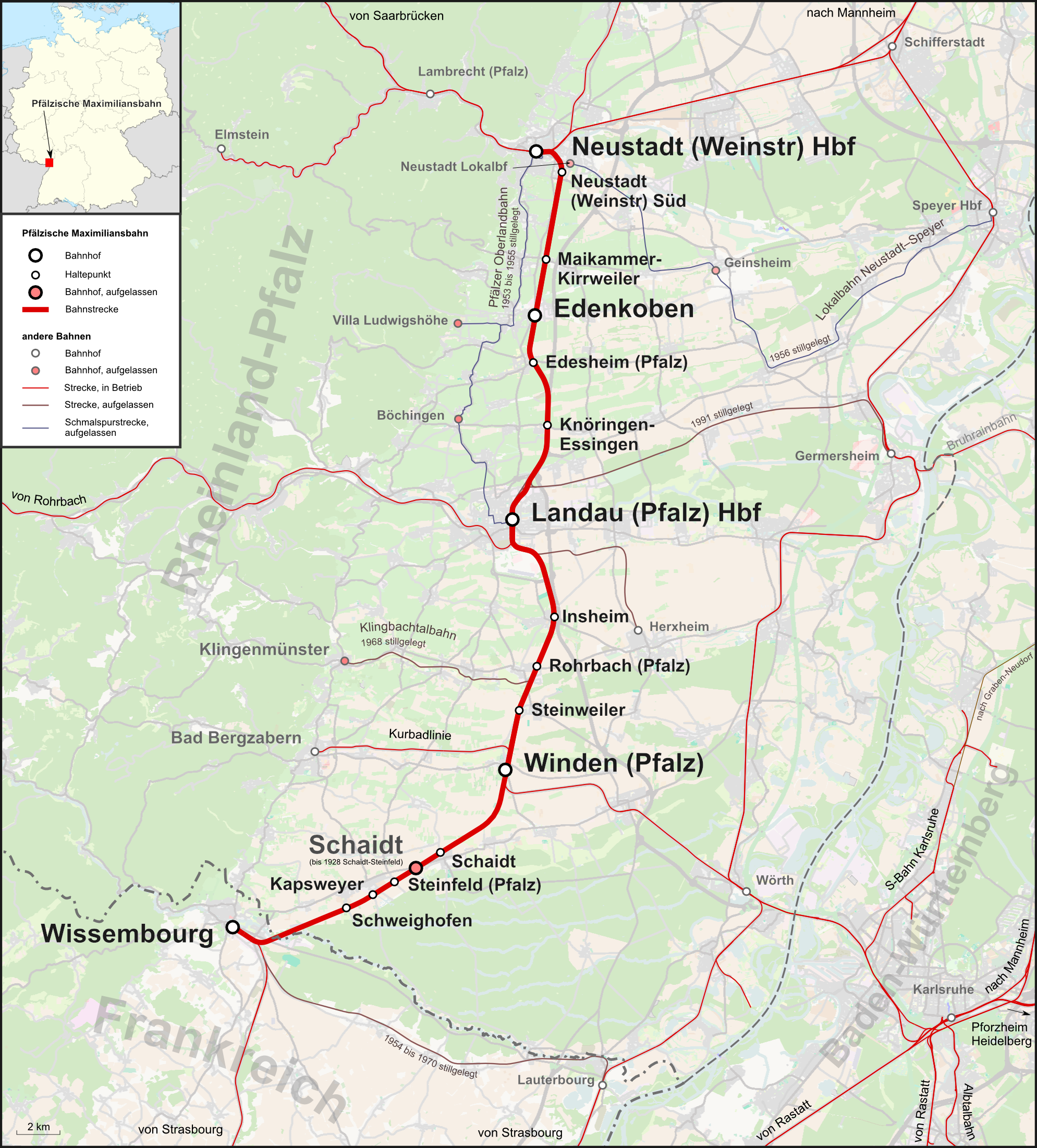
線路地圖

诺伊施塔特—维桑堡铁路（德語：Bahnstrecke Neustadt–Wissembourg），也稱為普法爾茨馬克西米利安鐵路（德語：Pfälzische Maximiliansbahn）、馬克西米利安鐵路（德語：Maximiliansbahn）或簡稱馬克斯鐵路（德語：Maxbahn）。是德國西南部的一條鐵路線，從葡萄酒之路旁诺伊施塔特到法國阿爾薩斯的维桑堡。诺伊施塔特－维桑堡铁路還包括一條支線（文登-卡爾斯魯厄鐵路），從文登經萊茵河畔沃爾特和诺伊施塔特－维桑堡铁路到卡爾斯魯厄。